# Zavodoukovskij rajon
Lo Zavodoukovskij rajon (in russo Заводоуковский район?) è un rajon dell'Oblast' di Tjumen', nella Russia asiatica; il capoluogo è Zavodoukovsk. Istituito nel 1965, ricopre una superficie di 2800 chilometri quadrati ed ospitava nel 2010 una popolazione di circa 20.628 abitanti.